# すとろべりーねくすとっ!
『すとろべりーねくすとっ！』 は、すとぷり2ndフルアルバム。いちごの日にあたる2020年1月15日に自主レーベルであるSTPR Recordsから発売された。

## 解説
通常盤、初回限定ライブ映像盤A、初回限定ライブ映像盤B、初回限定ボイスドラマCD盤の4タイプ発売され、通常盤と初回限定ボイスドラマCD盤には、イラストレーターのフカヒレ氏による描きおろしイラストを使用したジャケットデザインを使用。初回限定ライブ映像盤には、すとぷり史上初となる「本人実写」のジャケットが採用された。初回限定ライブ映像盤Aに大人組(さとみ、ジェル、ななもり。)が、Bには信号機組(るぅと、ころん、莉犬)が、それぞれのジャケットに登場している。
2019年7月に発売された1stフルアルバム『すとろべりーらぶっ！』を大きく上回る過去最高の98,266枚（約150％アップ）となり、自身の記録を大きく塗り替え、フラゲ日の2020年1月14日付のオリコンデイリーアルバムランキングで2位を獲得した。オリコン月間アニメアルバムチャートの2020年1月度で1位を獲得。
Billboard JAPAN 2020年1月27日付 週間アルバム・セールス・チャート135,814枚で2位を獲得した。
2020年2月には、日本レコード協会より「2020年1月度ゴールドディスク」に認定され、翌年2月には2021年1月度のプラチナ認定作品となった。
推定累積売上202,671枚でオリコン上半期ランキング2020にて本作が5位にランクインした。

## 収録曲

### CD
1. ストロベリー☆プラネット！ [3:45]
作詞・作曲・編曲：ナユタン星人
2. ギンギラ銀河 [3:19]
作詞・作曲・編曲：ナユタン星人
TX系アニメ「妖怪学園Y 〜Nとの遭遇〜」のオープニングテーマ。後にナユタン星人のアルバム「ナユタン星からの物体N」でVOCALOIDを使ってセルフカバーされている。
3. アモーレ・ミオ [4:41]
作詞：谷口尚久　作曲・編曲：JOE
4. Next Stage!! [4:49]
作詞：ななもり。　作曲：るぅと、松　編曲：松
5. Now and Forever [3:59]
作詞：Yu-ki Kokubo　作曲：Yu-ki Kokubo、YUU for YOU　編曲：YUU for YOU
6. Party Light [3:56]
作詞・作曲・編曲：渡辺泰司
7. 忍恋 [4:14]
歌：ななもり。×ジェル
作詞：谷口尚久　作曲・編曲：草野将史
8. 溶解ウォッチ [3:05]
歌：莉犬×るぅと
作詞・作曲・編曲：ナユタン星人
Nintendo Switch/PS4ソフト「妖怪ウォッチ4++」オープニングテーマ
9. 遊獣浮男ボーイ [3:46]
歌：さとみ×ころん
作詞・作曲・編曲：れるりり
10. 脳内ピエロ [4:28]
歌：ななもり。×ジェル×さとみ
作詞：松本有加　作曲・編曲：渡辺泰司
11. 咲かせて恋の1・2・3! [4:21]
歌：莉犬×るぅと×ころん
作詞：るぅと、TOKU 作曲：るぅと、松　編曲：松
12. ヒカリユメ [5:46]
作詞・作曲：れるりり　編曲：具 理然(Lowland Jazz)
13. LOOK UP [5:29]
作詞：谷口尚久　作曲：るぅと、松　編曲：松
14. タラレバ [3:43]
作詞：木村友威　作曲・編曲：杉田昌也
15. 好きでいてくれていいよ [3:45]
作詞・作曲：DECO*27　編曲：Rockwell
16. 革命前夜 [4:32]
作詞・作曲・編曲：HoneyWorks